# Cova da Piedade
Cova da Piedade était une paroisse portugaise devenue quartier de la municipalité d'Almada, commune située dans la proche banlieue sud de Lisbonne dont la superficie de 1,42 km² et peuplée de 19 904 habitants en 2011 avec une densité de 14 106,9 habitants/km², ce qui en faisait une des densités de population les plus élevées du pays.
Cova da Piedade était bordé au Nord avec Almada, également au Nord et à l'Ouest avec Pragal, au Sud avec Laranjeiro et Feijó, à l'Est par le Tage et au Nord-Est par Cacilhas.

## Histoire
Au Moyen Âge, l'église aujourd'hui disparue de São Simão était un lieu de culte et de vénération. Dans cette région de fermes et de bord de rivière, la population se partageait entre l'agriculture, la pêche, quelques activités artisanales telles que tonneliers, cordonniers, charpentiers, potiers et autres. 
La reconstruction de l'église en l'honneur de Nossa Senhora da Piedade, en 1762, aura stimulé la croissance de l'agglomération urbaine, alors appelée Cova, en raison de la situation morphologique d'une vallée, et Piedade, en raison de la dévotion mariale que les habitants choisi. Ce bâtiment, qui se distingue encore aujourd'hui par ses beaux panneaux de tuiles Pombaline et la magnifique sculpture Pietà, a été agrandie dans les années 1960, en conservant cependant ses caractéristiques architecturales et décoratives.
À partir de 1880, l'arrivée du train à Barreiro (actuelle ligne de l'Alentejo) a facilité le transport des matières premières, favorisant le processus d'industrialisation de la zone riveraine, où se trouvent des usines de transformation du liège, des chantiers navals, un four à chaux et d'autres tonnelleries. La découverte de l'utilisation motrice de la vapeur et de l'électricité a considérablement modifié l'industrie navale et la conception des navires. La transformation est alors profonde du fait de l'apparition des navires en acier et de la propulsion à vapeur, au détriment des navires en bois et à voile. 
Le 7 février 1928, Cova da Piedade acquiert l'autonomie administrative avec l'élévation au rang de paroisse. Jusque dans les années 1930 et 1940, Cova da Piedade avait un caractère industriel à part entière, bien que la crise de l'industrie du liège et la dureté du régime aient accentué les clivages politiques et sociaux.
En 1967, avec l'installation des chantiers navals Lisnave, à Margueira, l'offre de travail a beaucoup augmenté et la population de la paroisse a augmenté et prospéré, soulignant l'importance de la construction navale dans la paroisse.
Cette paroisse s'est éteinte en 2013 dans le cadre d'une réforme administrative nationale après avoir été ajoutée aux paroisses d'Almada, de Pragal et de Cacilhas pour former une nouvelle paroisse appelée União das Freguesias de Almada, Cova da Piedade, Pragal et Cacilhas, basée à Almada.

## Population et société

### Démographie
Le nombre de collectivités est de 23, impliquant plus de 50 000 citoyens dans leurs activités, et il existe également trois institutions de solidarité sociale bénéficiant à environ 5 000 usagers.
La pression démographique s'est intensifiée à partir de 1966, avec la construction du pont sur le Tage, accentuant la prédominance des secteurs secondaire et tertiaire dans l'économie.
En ce qui concerne les personnes âgées, tout un programme d'activités sportives et sociales a été mis en place dans le cadre de « Alma Sénior » avec des spectacles musicaux et des sorties culturelles.

### Manifestations religieuses
Consacrés à Nossa Senhora da Piedade, les fêtes et les pèlerinages sont célébrés en septembre, en l'honneur du Saint Patron, et le 24 juin, les Fêtes de São João da Ramalha sont célébrées.

### Enseignements
La localité compte quatre écoles primaires, fréquentées par 900 enfants, un jardin d'enfants public et trois IPSS, où plus de 400 enfants fréquentent l'enseignement préscolaire. Le conseil paroissial tient, à Noël, le jour des enfants, aux festivités de Nª Senhora da Piedade et à l'occasion de l'anniversaire de la paroisse, divers spectacles, animations sportives et culturelles, avec l'offre de livres, jeux, jouets, T-shirts, ballons, etc., afin de collaborer avec les parents et les enseignants tout au long du processus éducatif.
Il existe également deux autres écoles : Comandante Conceição e Silva (2e et 3e cycles) et l'École secondaire d'Emídio Navarro.

### Gastronomie
En raison de sa proximité avec le Tage, le ragoût de Moda da Costa et les seiches frites sont quelques-uns des plats qui font partie de la riche gastronomie de la localité.

## Patrimoine culturel

### Chapelle de Santo Antão
Situé à Ramalha, cette Chapelle a été construite au cours du XVe siècle. Lieu de culte religieux, dont les origines remontent à une fête profane, célébrée par les premiers habitants de la ville à l'occasion de la récolte des premiers fruits de l'été, cet oratoire dédié à Santo Antão, dans lequel six siècles de l'histoire de la ville se rejoignent, constitue l'un des temples les plus emblématiques non seulement pour les habitants locaux mais pour toute la municipalité.

### Coreto do Jardim Público
Il s'agit d'un kiosque à musique du jardin public. 
Initialement, cette place de la ville était une zone insalubre située près d'un estuaire du Tage,à  l'estuaire de la Mutela. Cette zone a été conquise des eaux par envasement et assèchement, devenant une cour où, au XVIIIe siècle, se déroulaient des corridas. 
Plus tard, les riverains se sont engagés à réparer le Largo, comme en témoigne l'une des plaques commémoratives placées sur le kiosque à musique du Jardin. Le kiosque à musique du jardin public date du XIXe siècle et a été construit en l'honneur de la victoire des forces libérales sur les absolutistes lors de la bataille de Cova da Piedade du 23 juillet 1833.

### Fontaine médiévale de Pombal
Situé à côté de  l'école Anselmo de Andrade, cette fontaine date du XIVe siècle.

### Église Notre-Dame de la Piété
Reconstruite et agrandie peu après le tremblement de terre de 1755, cette église possède un maître-autel doré datant de la fin du XVIe siècle et une belle sculpture du XVIIe siècle représentant le saint patron de la confrérie de Nossa Senhora da Piedade.
Des panneaux d'azulejos datant du XVIIe siècle recouvrent la partie inférieure de la nef, représentant certains passages bibliques.

### Nora em ferro
Située sur le terrain de l'Escola Básica Comandante Conceição e Silva, la Nora em Ferro a été commandée par António José Gomes et assemblée dans la Quinta située à l'arrière du palais, par la firme Arcelos e Filhos afin d'approvisionner en eau la propriété. 
Cette pièce, classée comme patrimoine culturel par l'Institut portugais du patrimoine culturel, en raison de l'originalité de la conception, attribuée à Eiffel (XIXe siècle), est un exemple de la prodigalité et de l'élégance avec lesquelles le fer est utilisée.
C'est l'une des deux voies navigables qui alimentaient en eau la Quinta de António José Gomes.

### Palacete António José Gomes (jardin et remise)
Construit par Gomes lui-même à la fin du XIXe siècle pour sa résidence, ce manoir conçu selon les normes architecturales qui définissent le style néoclassique présente une façade symétrique avec un corps central et deux côtés séparés par des « pilastres ».

### Musée de la ville d'Almada
Inauguré en 2003, le Musée de la Ville est un équipement de la Mairie d'Almada dédié à l'interprétation de la ville, à partir de ses souvenirs et de sa situation actuelle. Il s'organise autour de la recherche, de la constitution et de la conservation des collections, de l'exposition, de la diffusion et de l'action socio-éducative.
L'installation du musée dans l'ancienne Quinta dos Frades, dans une claire allusion à la permanence des membres de l'Ordre de Sao Domingos, l'ont occupé entre 1379 et 1835 à la suite de la décision royale de retirer les biens de leur ancien propriétaire : Pedro Afonso "Mealha", officier de l'administration royale et membre de l'inspection du domaine, ordonna la récupération et l'agrandissement du bâtiment, à travers un projet architectural.

## Sport
Le CD Cova da Piedade constitue l'équipe de football de la ville, il a notamment évolué en seconde portugaise lors de la saison 2020-2021, à l'issue de laquelle il fut relégué dans les divisions inférieures.